# 5809 Kulibin
5809 Kulibin è un asteroide della fascia principale. Scoperto nel 1987, presenta un'orbita caratterizzata da un semiasse maggiore pari a 2,8751200 UA e da un'eccentricità di 0,0387623, inclinata di 3,49594° rispetto all'eclittica.